# 有沢義之
有沢 義之（ありさわ よしゆき、1966年8月20日 - ）は、北日本放送 (KNB) の元社員で、同局の元アナウンサー。

## 来歴
富山県高岡市出身。法政大学卒業。
茨城放送のアナウンサーを務めた後、1993年に北日本放送に入社。
2014年3月21日、女性のスカートの中を盗撮したとして富山県迷惑防止条例違反の現行犯で逮捕された。同年3月24日に北日本放送を退社。

## 担当番組

### ラジオ番組
- IBSヒットランキング（茨城放送）
- パンパカパラダイス今夜もきかナイト（茨城放送）
- KNBポップス'99（KNBラジオ）
- 朝市RADIO土曜版（KNBラジオ）
- 競輪番組（KNBラジオ）

### テレビ番組
- 朝6のってるワイド（北日本放送）
- 高校野球中継（北日本放送）
- 競輪中継（北日本放送）
- まゆまん（北日本放送）